# Papež Leon I.
Leon Veliki ali Leon I., je bil rimski škof (papež) Rimskokatoliške cerkve, * okrog 390 Toskana, (Italija), † 10. november 461, Rim, Zahodnorimsko cesarstvo; svetnik in cerkveni učitelj; god 10. november.

## Življenjepis

### Mladost in vzpon
Leon se je rodil v Toskani okrog leta 390 v plemeniti družini očetu Kvintinijanu, ki je bil izobražen in spoštovan mož. Sinu, ki je že kmalu pokazal velike sposobnosti in izredne zmožnosti, je nudil dobro vzgojo in izobrazbo. Po sprejemu duhovniškega posvečenja so na učenega in krepostnega moža postali predstojniki pozorni. Že za časa Celestina je bil čislan kot diakon: Kasijan je njemu posvetil knjigo napisano zoper Nestorija; sveti Ciril pa je njega prosil za posredovanje v sporu zoper jeruzalemskega nestorijanskega škofa Juvenalisa; cesarica Placidija pa ga je poslala v Galijo, da bi pomiril med seboj sprta vojskovodja Aetija in upravnika Albina  . Ko je bil šele na poti, je umrl Sikst III..

## "Prvi papež"
Po smrti papeža Siksta III. sta rimsko ljudstvo in kler za novega papeža izvolila arhidiakona Leona, ki pa se je takrat nahajal na mirovni misiji v Galiji. Po vrnitvi v Rim je iz rok ostijskega škofa 29. septembra 440 prejel škofovsko posvečenje.
Poudarjal je pomen papeža kot Petrovega naslednika in torej Kristusovega namestnika, sklicujoč se zlasti na Jezusove besede, ki jih je dejal apostolu Petru. Ohranjenih je 173 pisem; od tega jih je 143 napisal Leon sam, 30 pisem pa je bilo poslanih njemu. Tako v pismih kot v pridigah (ohranjenih je 97) si je prizadeval za pravovernost, spodbujal vernike h krščanskemu življenju. 
Protestantje Leona tako cenijo, da ga priložnostno imenujejo celo "prvega papeža". To je res samo toliko, kolikor nobeden od njegovih predhodnikov ni z enako zavzetostjo in uspehom predstavljal celotne vsebine in pomena papeške vrhovne oblasti; v svojem raznolikem, globinskem ter vseobsežnem delovanju je to oblast  tudi praktično uveljavljal.

### Nasprotnik krivovercev
Ob Leonovi izvolitvi so se v Rimu še vedno skrivaj sestajali heretiki Manijevi manihejci, o katerih je Leon menil, da je njihov »zakon laž, vera satan, daritev hinavščina«. Kljub temu jih je skušal pridobiti s poučevanjem in dobroto; to isto je priporočil svojim škofom in duhovnikom.
Posebej je poznan njegov Tomus ad Flavianum v katerem je proti učenju Evtiha poudaril, da sta v Kristusu združeni dve naravi (človeška in Božja). To njegovo pismo je bilo sprejeto na ekumenskem koncilu v Kalcedonu leta 451 z velikim odobravanjem koncilskih očetov.
Njegovo uspešno versko delovanje je izrazil Quesnel takole: Leon je razlagal nauk o Sveti Trojici zoper priscilijance, o Jezusovem učlovečenju zoper Jude, o istobitnosti z Očetom zoper arijance, o njegovi človeški naravi zoper Evtiha, o samostojni osebi zoper nestorijance, o pravici do cerkvene zakonodaje zoper novacijance, o enotnosti zoper donatiste, o potrebnosti in moči Božje milosti zoper pelagijance, o resničnosti, moči in dostojanstvu zakramentov zoper manihejce, o resnični pobožnosti in  bogoslužju zoper navidezne kristjane; ta nauk je razvijal in branil z Božjo modrostjo, izredno pobožnostjo in neverjetnim pogumom.« 

## Uspešen politik
Kot se je poprej vmešal v politiko že  Inocenc, ko je cesar odpovedal, tako je tudi Leona Velikega prisilil obup Rimljanov, da je zapustil cerkev in zakristijo ter se spustil v politično dejavnost; vendar to zanj ni bilo nekaj novega, saj se je pa že pred izvolitvijo za papeža odlikoval po uspešni diplomatski in miroljubni dejavnosti.

### Pogodba z Atilom
Ker je bila Italija ob velikem preseljevanju narodov najbolj iskani plen na njihovem barbarskem pohodu, so bili papeži tako rekoč najbolj zanesljivi zavetniki, branitelji in tolažniki. V tem se je posebej odlikoval papež Leon.

#### "Bič Božji" se bliža Rimu
Mogočni hunski kralj Atila, čigar ime pomeni v prevodu "očka", se je imenoval zaradi svoje krutosti tudi "Bič Božji". Huni so si v Evropi podredili veliko plemen ter imeli Panonijo kot nekakšno vojaško "bazo". Od tam je Atila odhajal na roparske pohode in z ognjem in mečem pustošil skoraj po celi Evropi. Ko je pretrpel poraz pri francoskem Chalonsu, ga je ranjeni ponos podžigal k še hujšim zločinom. Opustošene vasi in razvaline mest, oropane cerkve ter gomile iznakaženih trupel so kazale pot, po kateri je hodil. Iz Francije je dospel v Italijo. Osvojil in porušil je med drugim tudi  Oglej, Verono, Milan, Cremono in Bergamo. Papež, Genadij Avijen in Trigetijse so se z Atilo srečali pri Minciju v bližini Mantova. Papež je od Atile dobil obljubo, da se bo umaknil iz Italije ter se s cesarjem pogodil za mir. Prosper Oglejski je pri opisu zgodovinskega srečanja dal vse zasluge za uspešno pogajanje papežu. Priskus poroča, da naj bi Atila opustil Rim zaradi vraževerja. Bal se je, da ga bo doletela podobna usoda kot Alarika, ki je umrl kmalu po oplenitvi Rima leta 410. Za povrh je Italijo leta 451 doletela huda lakota, leta 452 pa tudi ni bilo veliko pridelka; Atilova invazija planjav severne Italije ni izboljšala žetve. Pomik proti Rimu, bi zahteval zaloge, ki niso bile na voljo v Italiji in zavzetje mesta jih ne bi izboljšalo. Poleg tega, je vzhodno-rimska vojska prečkala Donavo in porazila Hune, ki jih je Atila pustila tam z namenom obrambe svojih ozemelj. Zato se je Atila soočil s težkimi človeškimi in naravnimi pritiski, da se umakne iz Italije pred prečkanjem reke Pad. 
Cesar Valentinijan in njegov vojskovodja Etij sta se skrila za mogočno ravensko obzidje in ljudstvo prepustila usodi.

#### Papež Leon prosi Atila za milost
Ko pa je prišla novica, da se Huni bližajo Rimu, je papež zbral okrog sebe svoje sodelavce in vodstvo rimskega senata ter se oblečen v papeška oblačila napotil Atili nasproti. Bil je pripravljen za svojo čredo darovati tudi življenje. Zato je 452 prispel v bližino Mantove, kjer se Mincio izliva v Pad – kjer ga je v svojem taborišču na vzpetini pričakoval hunski poglavar, katerega je takole nagovoril:
 »Senat in rimsko ljudstvo, nekoč svetovni vladar, sedaj kot premagano, prosi, o kralj, milost in usmiljenje. Od vseh tvojih zmagovitih dejanj zate ni bilo ničesar slavnejšega, kot da pred tvojimi nogami kleči tisto ljudstvo, pred katerim so se poprej klanjali vsi narodi in vsi kralji. Ti si osvojil ves svet, ki so ga nekdaj osvojili Rimljani; sedaj te pa prosimo: premagaj sam sebe ti, ki si premagal vse druge. Z ničimer drugim ne boš mogel biti bolj podoben neumrljivemu Bogu, kot če se boš usmilil premaganih. Hudobni so občutili tvoj bič, sedaj pa dovoli občutiti tvojo dobroto tistim, ki te prosijo in priznavajo tebe za zmagovalca ter se ti podvržejo kot premagani.« 
Atila je starega velikega duhovnika spoštljivo sprejel, poslušal Leonov kratki, pa do srca segajoči govor, ter izjavil na veliko začudenje navzočih, da se bo iz spoštovanja do papeža usmilil Rima in odšel s svojo vojsko. Naklonil se je torej papežu in dejal: 
 »Kdorkoli da si, človek ali angel, Rim in Italija ti dolgujeta rešitev. Tebi je v enem trenutku z nekaj besedami uspelo to, kar se ne bi posrečilo cesarju z vsemi njegovimi vojskami nikoli. Zahvali se Bogu, ki mu služiš: Atila priznava zmago tebi in njemu.« 
Pravijo, da je obšel med papeževim govorom poglavarja strah, ker je opazil apostola Petra in Pavla, ki sta mu žugala z golim mečem in da je to napravilo na sicer neuklonljivega vladarja tak vtis. Častniki in vojaki, jezni zaradi izgubljenega obljubljenega plena, so mu ugovarjali in ga začudeni spraševali, kako da je – proti svoji navadi – izročil zmago neoboroženemu duhovniku. Odgovoril je: 
Nisem ustregel njemu osebno, ampak nadzemeljski prikazni, ki sem jo videl lebdeti nad njegovo glavo in ki mi je žugala z ostrim mečem s smrtjo. 
Leta 452 se je torej papež Leon kot vodja odposlanstva uspešno pogodil z Atilom. V zameno za plačilo davka je hunski vladar pustil Italijo nedotaknjeno in se vrnil čez današnjo Slovenijo z vso svojo vojsko v Panonijo. Atila je 453 umrl brez naslednika, ko je slavil poroko z lepo nemško deklico Ildiko: kri se mu je ulila iz nosu. Nekateri zgodovinarji menijo, da je bil zastrupljen.
Papeža Leona pa so v Rimu pričakali z nepopisnim navdušenjem in veseljem ter ga slavili kot »očeta domovine«. Takoj je določil zahvalni praznik za čudežno rešitev.

#### Film o Atilu
V nemščini obstaja film Atila, ki opisuje med drugim tudi okoliščine srečanja med papežem in kraljem. V filmu bojaželjni Atila da ubiti med lovom brata Bleda (ali Buda), ki se je naveličal roparskega načina življenja in je nagovarjal brata k miru z drugimi narodi. Ko začne Atila zopet ropati in požigati po Italiji, mu neki lokostrelec po nesreči ustreli z lokom edinega sina. Kmalu za tem se sreča s papežem Leonom Velikim, kar ga še utrdi v prepričanju, da ne sme več izzivati Božje jeze. Zato ustreže papeževi prošnji in se vrne v Panonijo.

### Prošnja Gejzerihu
Še hujšo nevarnost so predstavljali Vandali, ki so pod Gejzerihom 455 oblegali Rim. Ko so Rimljani že obupavali, se je papež pogumno odpravil k voditelju in ga prosil, naj mestu prizanese vsaj s krvoprelitjem in požiganjem. Vojskovodja je to tudi obljubil in po dvotedenskem ropanju odšel. Med zahvalno mašo je papež dejal: “Priprošnja svetega Petra in Pavla sta vas rešila pred uničenjem.” 

## Smrt in češčenje
Benedikt XIV. ga je uvrstil med cerkvene učitelje, kajti v svojih pismih in pridigah jasno in temeljito razlaga katoliški nauk v nasprotju z učenjem heretikov.
Leon je tudi svetnik in zavetnik glasbenikov, pevcev in organistov.

### God
Leon Veliki je umrl 10. novembra 461 v Rimu. Pokopali so ga v stebrišču Bazilike svetega Petra v Rimu. Ko je papež Sergij I. leta 688 slovesno prištel papeža Leona I. k svetnikom, so njegovo truplo prenesli pod oltar, ki so ga v baziliki postavili njemu v čast. Ko so v času od 1506 do 1626 baziliko ponovno zgradili, so njegove relikvije pokopali pod oltar, ki ga krasi Algardijev (1598-1654) orjaški marmornati reljef, ki prikazuje papeževo srečanje z Atilom.
Do koncila je bil Leonov god 11. aprila.
Po koledarski reformi Pavla VI. je njegov god na njegov smrtni dan, t. j. 10. novembra. 
Rimskokatoliška Cerkev, anglikanska skupnost in luteranci obhaja god Leona Velikega 10. novembra, pravoslavne Cerkve pa 18. februarja.

### Ocena
- Glede Leonovega rojstva viri postavljajo datume  med leti 390-400.
- Vsa poročila o srečanju med Leonom Velikim in hunskim poglavarjem Atilom menijo, da se je dogajalo nekaj izrednega in nenavadnega. Uspeh srečanja večina virov pripisuje nadnaravni prikazni: nekateri omenjajo dve osebi, drugi eno; opisujejo pa tudi strah, ki je popadel Atila in hunsko vojsko.